# مونتيديرامو
بلدية مونتيديرامو (بالإسبانية: Montederramo) هي بلدية تقع في مقاطعة أورينسي التابعة لمنطقة غاليسيا شمال غرب إسبانيا.

## الديموغرافيا
بلغ عدد سكان بلدية مونتيديرامو 935 نسمة عام 2011 (وفقاً للمعهد الوطني للإحصاء الإسباني).
| 1.384 | 1.313 | 1.221 | 1.137 | 1.072 | 990 | 935 |